# Pachytodes cometes
Pachytodes cometes là một loài bọ cánh cứng trong họ Cerambycidae.